# 吉野生站
吉野生站（日语：／ Yoshinobu eki */?）是一位於日本愛媛縣北宇和郡松野町吉野、隸屬於四國旅客鐵道（JR四國）的鐵路車站。車站編號為G36。
由真土站穿過吉野生隧道，附近民居亦開始較多，但使用人數仍然偏少。

## 車站結構
現時設有單層木製站舍一座，有別於附近的無人車站，無人化後由於曾經有非JR四國的委託人士負責售票，因此站舍得以保留。現時委託服務已經取消，變為儲物室。乘客須直接於上車時取票。
站舍和一般保留於其他地方的JR四國相近，玄關一入內便是候車室，並能直通至改票口及月台，餘下部份則為舊站務室。洗手間則設於入閘後範圍。由於缺乏打理和使用，部份站舍開始出現老化及缺損的情況。

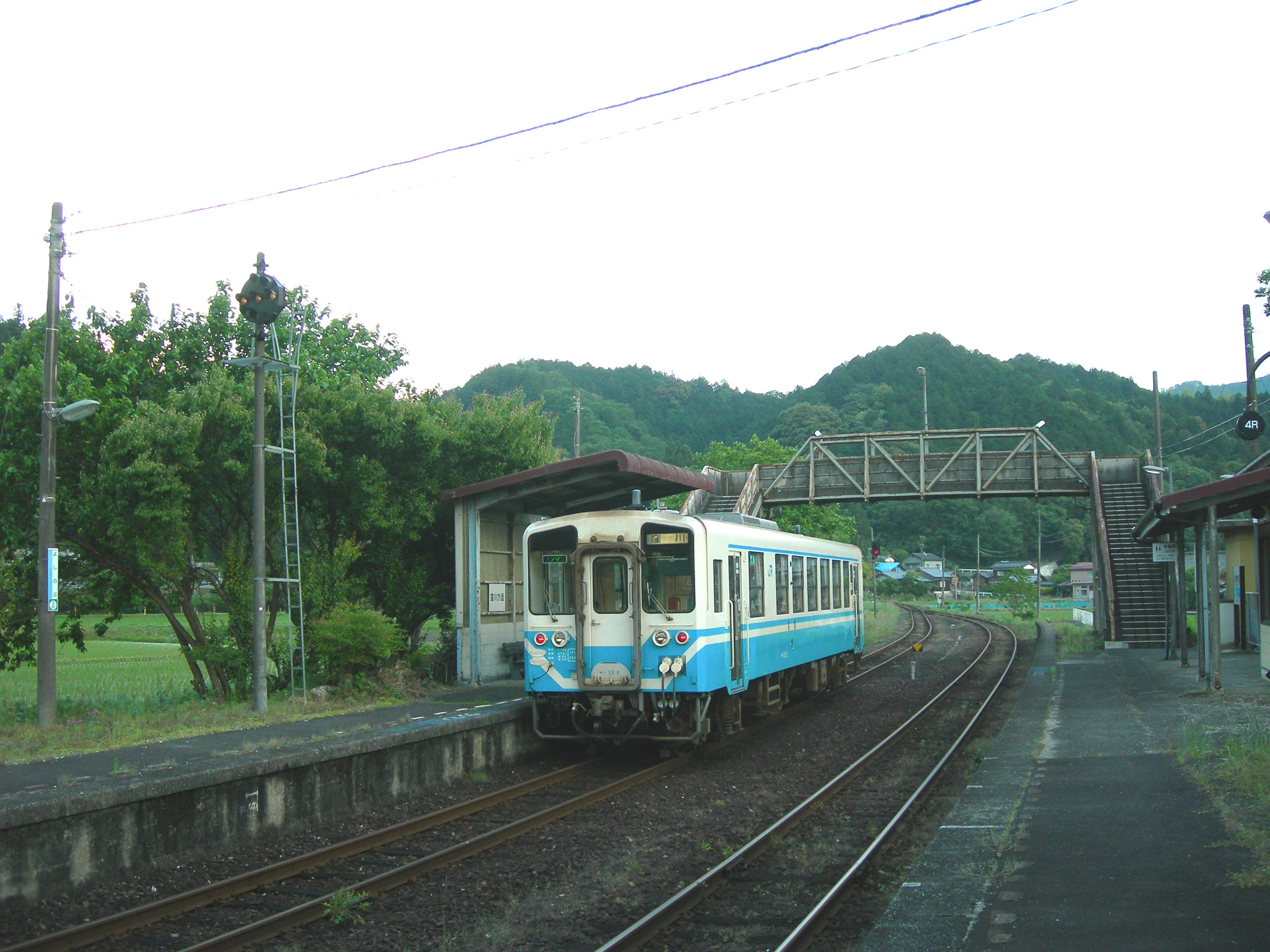
從下行月台近攝開往窪川站普通列車及行人天橋。

設有側式月台2個，能提供2面2線的配置，可供列車在此交換。各月台並不設有編號，但會在候車亭上標示月台的行車方向。靠近站舍的月台為下行方向，屬避線路軌；遠離站舍為上行月台，屬主軌道。月台上各另設置有蓋候車亭及座椅。月台間有行人天橋連接，位於月台末端向真土站方向。月台的有效長度為4卡。
下行月台盡頭設有另一條避用軌道，是以前供貨運車箱停靠的地方。

### 月台配置
| 月台                  | 路線    | 方向     | 目的地           |
| --------------------- | ------- | -------- | ---------------- |
| 上行月台 （遠離站舍） | ■予土線 | （上行） | 江川崎、窪川方向 |
| 下行月台 （靠近站舍） | ■予土線 | （下行） | 近永、宇和島方向 |

## 歷史
- 1923年12月12日：隨宇和島鐵道伸延至本站開業，最初命名為「吉野站」。
- 1933年8月1日：宇和島鐵道國有化，改名為「吉野生站」[4]。
- 1987年4月1日: 日本國鐵分割民營化，車站的營運由JR四國繼承。

## 使用狀況
根據國土交通省「國土數值情報」，以下為1日平均上下車人次：
| 年度 | 1日平均 乘車人次 | 1日平均 乘車人次 |
| ---- | ---------------- | ---------------- |
| 2011 | 22               |                  |
| 2012 | 22               |                  |
| 2013 | 24               |                  |
| 2014 | 18               |                  |
| 2015 | 18               |                  |
| 2016 | 16               |                  |
| 2017 | 26               |                  |
| 2018 | 28               |                  |
| 2019 | 34               |                  |
| 2020 | 28               |                  |
| 2021 | 26               |                  |
| 2022 | 22               |                  |

## 相鄰車站
四國旅客鐵道（JR四國）
■予土線
真土（G36）－吉野生（G37）－松丸（G38）

## 外部連結
- JR四國吉野生站 （页面存档备份，存于）